# 검은다람쥐원숭이
검은다람쥐원숭이(Saimiri vanzolinii)는 꼬리감는원숭이과에 속하는 영장류의 일종이다. 이 작은 신세계원숭이는 브라질이 원산지다.
이 다람쥐원숭이는 영장류 중에서 지리적으로 가장 제한적인 분포를 보이는 종의 하나이며, 자푸라강과 솔리모에스강이 합류하는 아마조니아 바르제아 숲에서 산다.